# Колокольня (Тверская область)
Колокольня — деревня в Вышневолоцком городском округе Тверской области.

## География
Находится в центральной части Тверской области на расстоянии приблизительно 18 км по прямой на юг-юго-восток от вокзала железнодорожной станции Вышний Волочёк на левом берегу реки Тверца.

## История
На карте 1825 года деревня (тогда Холохольня) уже была отмечена. В 1859 году здесь (деревня Вышневолоцкого уезда) было учтено 54 двора. До 2019 года деревня входила в состав ныне упразднённого Холохоленского сельского поселения Вышневолоцкого муниципального района.

## Население
Численность населения 318 человек (1859 год), 5 (русские 100 %) в 2002 году, 1 в 2010.